# المقابر الجماعية في مستشفى ناصر
تم اكتشاف مقابر جماعية في مستشفى ناصر في 20 أبريل 2024 من قبل عائلات فلسطينية عائدة إلى مستشفى ناصر بعد انسحاب القوات الإسرائيلية في أعقاب حصار مستشفى ناصر خلال الحرب المستمرة بين إسرائيل وحماس. ووفقا لتحليل مستقل، تم اكتشاف القبور في نفس الموقع الذي تم فيه الدفن الجماعي السابق للفلسطينيين.

## خلفية
منذ بدء الحرب شنت القوات الإسرائيلية هجمات متعمدة وواسعة النطاق استهدفت كافة مستشفيات قطاع غزة وعمدتها بالحصار والتدمير. وفي شهر يناير 2024، أعلنت وزارة الصحة في غزة أنه تم دفن أكثر من 40 جثة داخل أسوار مستشفى ناصر، وذلك نظرًا لتعذر وصول سيارات الإسعاف والأحياء السكنية المجاورة للمستشفى إليها نتيجة القصف والحصار المستمرين. كما أفاد مدير مستشفى ناصر لوسائل الإعلام المحلية بأنه تم دفن قرابة 150 جثة أخرى في باحة المستشفى جراء القصف الإسرائيلي المتكرر خلال فترات الصراع.
وقد حظي هذا المستشفى بتضامن إعلامي دولي كبير إثر استشهاد الطفلة دنيا أبو محسن ذات الثلاثة عشر ربيعًا، التي أصيبت بجروح خطيرة وبترت ساقها بعدما قصفت طائرة حربية إسرائيلية منزلها مما أدى إلى مقتل جميع أفراد عائلتها. ولقد سجلت تقارير صحفية محلية ودولية استهداف قوات الاحتلال الإسرائيلي المتعمد والمباشر لهذا المستشفى، وأفادت التقارير أن مستشفى ناصر توقف عن العمل بعد غارة إسرائيلية في فبراير.
في 15 فبراير اقتحم الجنود الإسرائيليين باحات المستشفى ومساكنه الطبية بشكل همجي ودمروا خيام المرضى وجرفوا المقابر، وزعمت السلطات الإسرائيلية بأنها فحصت نحو 400 جثة بحثًا عما إدّعت أنهم محتجزون إسرائيليون، إلا أنها لم تُجد سوى جثث المدنيين الأبرياء.
نتيجةً لانقطاع التيار الكهربائي بالتزامن مع عملية الاقتحام، استشهد 5 مرضى في ردهات العناية الفائقة. وبناًء على تقرير لمنظمة الصحة العالمية نشر يوم 18 فبراير فإن المستشفى لم يعد بإمكانه تقديم الرعاية الصحية اللازمة لمرضاه بسبب نفاد التجهيزات الأساسية وانقطاع الخدمات الكهربائية والمائية، وهو ما أكده رئيس المنظمة تيدروس أدهانوم غيبريسوس، مشيرًا إلى تأثير الحصار والقصف الإسرائيلي على عمل المستشفى والوضع الإنساني المتدهور فيه. وبحلول يوم 23 فبراير، أصبح المستشفى يعاني من ندرة شديدة في الغذاء والماء والأكسجين الطبي الضرورية لتأمين العلاجات الحيوية للمرضى داخله. ومن جانب آخر أشارت وزارة الصحة الفلسطينية في غزة إلى استشهاد 13 مريضًا داخل المستشفى نتيجةً لنقص إمدادات الطاقة والأكسجين الناجمة عن الحصار والقصف الإسرائيلي. وسبق أن تم اكتشاف مقابر جماعية في محيط مجمع الشفاء الطبي بعيد رفع الحصار عنه في أوقات سابقة من العام نفسه.

## اكتشاف
تم اكتشاف المقابر الجماعية داخل المستشفى نفسها عقب انسحاب جنود إسرائيل في شهر أبريل عام 2024. وقد ذكر المسؤولون المحليون أنهم اكتشفوا جثثًا عديدة، وأن أيدي وأرجل هؤلاء الأشخاص كانت مقيدة. وكان من بين الضحايا الأطفال والنساء المسنات. بالإضافة إلى هذا، فقد عثروا على بعض الجثث المدفونة أسفل أكوام القمامة.
وفي يوم 22 أبريل، انتشلوا 283 جثة من إحدى المقابر الجماعية، بينما أفصح عمال الإنقاذ عن وجود مقبرتين لم يُستخرج منهما شيئًا بعد. ولقد تمّ تحديد هوية 42 جثة منهم. وأعلن الناطق الرسمي باسم المفوضية السامية لحقوق الإنسان التابعة للأمم المتحدة أنه يوجد بين القتلى أشخاص كبار السن ونساء وجرحى، وأنه كان لدى الآخرين قيود بالأيادي وكانوا مجردين من ملابسهم. وأكد ناطق رسمي آخر يمثل الدفاع المدني الفلسطيني أن بعض الجثث التي تم اكتشافها كانت مكبلة مقيدة الأيدي أو مصابة بطلقات في الرأس أو ترتدي زي المعتقلين.
صرح الدفاع المدني بأنّه يعتقد بأن حوالي عشرين شخصًا دفَنوا أحياًء. وقد أشار الدفاع المدني الفلسطيني إلى أن عدد الجثامين الموجودة بلغ 283 جثمانًا، وأن هذه الجثامين تعود لمنطقتي دفن مؤقتتين استُخرجت خلال فترة الحصَار. وفي تلك الفترة، لم يتسن للمواطنين الوصول إلى المدافن؛ فأمروا بدفن موتاهم في باحة المستشفى. وذكرت الجمعية أن عددًا من هؤلاء القتلى قضوا جراء الحصَار فيما قُتل آخرون نتيجة الغارات.
في 25 أبريل أفاد الصحفي الفلسطيني أكرم السطري بوجود الكثير من الجثث التي تُستخرج والتي تحمل آثار تعذيب وتشوُّه وإعدام سريع. وبحسب تصريحات مسؤولين مدنيين فلسطينيين، فإن بعض الجثث كانت تحوي أجهزة طبية ملحقة بها نتيجة إقامتهم في المستشفى. ويُقدر بأن المقابر الثلاث الحاوية لتلك الجثامين تضم قرابة السبعمائة جثة.
وفقًا لتقرير نشرته قناة فرانس 24، والذي اعتمد على تحليل الصور ومقاطع الفيديو، فإن مواقع استخراج الجثث يقع تقريبًا في نفس البقعة التي شهدت الدفن الجماعي المسبق، إلا أنه يصعب التحقق من عدد الجثث المدفونة هناك قبل انسحاب الجيش الإسرائيلي في شهر أبريل عام 2024. كما ورد في تقرير مماثل أجرته شركة Geoconfirmed بأن عمليات استخراج الجثث تمت بالفعل في نفس الموقع الذي سبق وأجري فيه الدفن الجماعي الذي نفذه الفلسطينيون، رغم أنهم لم يستبعدوا احتمالية تورط قوات الاحتلال الإسرائيلي في إضافتها للجثث.

## ردود الفعل
قالت المفوضة السامية لحقوق الإنسان التابعة للأمم المتحدة إن الهجوم يشير إلى "انتهاكات خطيرة للقانون الدولي لحقوق الإنسان والقانون الإنساني الدولي".
أصدرت منظمة التعاون الإسلامي بيانًا رسميًا دعت فيه إلى فتح تحقيق فوري وشامل في موضوع المقابر الجماعية التي اكتشفت مؤخرًا، مؤكدة على وصفها لهذه الأفعال الشنيعة بجرائم الحرب والجرائم بحق الإنسانية إرهاب الدولة المنظم. وقد نقلت مصادر محلية عن المتحدث الرسمي باسم حركة مؤسسة الحق قوله بأن التقارير الواردة من مستشفى ناصر تؤكد وجود شواهد قوية تفيد بأن عددًا من جثامين القتلى وجدت وأيديهم مكبلة ومربوطة وراء ظهورهم. وبدوره أدلى مروان بشارة، المحلل السياسي المعروف والذي يعمل لدى قناة الجزيرة الناطقة باللغة الإنجليزية، بتصريح مؤثر للغاية قال فيه: "على الرغم من قدرة إسرائيل على الصمود سياسيًا وقانونيًا أمام هذه الأحداث، إلا أن مثل هذه الممارسات سوف تحتفظ لنفسها بمكان بارز وحزين في صفحات تاريخ البشرية." 
صرح جيش الاحتلال الإسرائيلي بأن الاتهامات الموجهة إليه هي ادعاءات باطلة ولا أساس لها من الصحة. وأنهم قاموا بفحص الجثث التي دفنها الفلسطينيون للبحث عن الرهائن الإسرائيليين، وأعادوا الجثث إلى مكانها.

### دعوات التحقيق
عبر مفوض السّامي لحقوق الإنـسان بالأمم المتحدة فولكر تورك عن شعوره بالرَّعب إزاء موقع الجثامين المدفونة، داعِيًا إلى فتح تحقّق دوليّ في الموضوع. كما عبّر المحامي والأساذ الدولي جيوفري روبرتسون عن تأيده للتحقّقات المستقلّة قائلًا: "إنّها جرمية بحقّ الإنسانيّة. وتتطلب تحقيقًا مستقلًا وعاجلًا".
وبحسب قناة الجزيرة الإنجليزيّة، فإن نائب السفیر الأمريكي لدى الأمم المتحّدة أعرب عن عدم تأييد بلادة للدعوات المطالبة بفتح تحقيق مستقلّ. كما دعت لجنة الإنقاذ الدولّية إلى "تحقيق دولي عاجل ومستقل". وأكد الأمين العام للأمم المتحدة أنطوينو غويتيرش على ضرورّة السماح للمحقّقين الدوليين المستقلّين، ذوي الخبرة في مجال الطب الشّرعي، بالدخول الفوري لمواقع المقابر الجماعيّة لتحدّيد الظروق الدقيقّة التي فقد فيها المئات من الفلسطينيّين حياتهم ودفِنوا أو أعيد دفنهم.
عندما سُئل المتحدث باسم الجيّش الإسرائيلي عمّ إذ كانت إسرائيل ستقوم بالتحقّقات اللازمة ردّ بالقول: "نُحقِّق في ماذَا؟ لقَد قَدمْنا إجابات". وعبّر كينيث روث، الرئيـس الأسبق لمنظمة العفو الدولية، بأن التحقيّق سيتطلّب بكل بساطة التّعاون من الطرفين، إلا أن إسرائيل لا ترغب بالسماح بمثل هذا النّوع من التحقيقات المُستقلة.

## أنظر أيضًا
- مقابر جماعية في قطاع غزة